# Michael Brandon
Pour les articles homonymes, voir Michael Brandon (acteur pornographique) et Brandon.
Michael Brandon, de son vrai nom Michael Feldman, né le 20 avril 1945 à New York, est un acteur américain.

## Biographie
Michael Brandon connaît une enfance difficile au sein d'une famille modeste des quartiers pauvres de la Big Apple. Cantonné dans des rôles modestes de téléfilms américains, il est surtout connu dans les années 1970 pour avoir eu le premier rôle dans le film de Dario Argento, Quatre Mouches de velours gris. Il a été marié avec l'actrice Lindsay Wagner, l'actrice qui incarnait le rôle de Super Jaimie.
Ce n'est que dans les années 1980 qu'il connaît la consécration avec son rôle musclé du flic Jim Dempsey dans la série Mission casse-cou. Il y fait la connaissance de sa partenaire Glynis Barber, qu'il épouse quelques années plus tard et avec qui il a eu un enfant, Alexander, le 21 novembre 1992.
Après Mission casse-cou, on retrouve l'acteur dans le rôle de Tom Lepski pour quatre adaptations (un film et trois téléfilms) de romans policiers de James Hadley Chase, toutes tournées et produites en France, ainsi que dans quelques téléfilms et séries.

## Filmographie

### Acteur

#### Cinéma
- 1970 : Lune de miel aux orties (Lovers and Other Strangers) de Cy Howard : Mike Vecchio
- 1971 : Jennifer mon amour (Jennifer on My Mind) de Noel Black : Marcus
- 1971 : Quatre Mouches de velours gris (Quattro mosche di velluto grigio), de Dario Argento : Roberto Tobias
- 1978 : Modulation de fréquence (FM), de John A. Alonzo : Jeff Dugan
- 1979 : Promises in the Dark de Jerome Hellman : Dr Jim Sandman
- 1980 : Changement de saisons (A Change of Seasons) de Richard Lang : Pete Lachapelle
- 1981 : Riches et Célèbres (Rich and Famous) de George Cukor : Max
- 1989 : Sauf votre respect (Try This One for Size) de Guy Hamilton : Tom Lepski
- 1990 : Présumé dangereux de Georges Lautner : Tom Lepski
- 1996 : La Disparition de Kevin Johnson (en) (The Disappearance of Kevin Johnson) de Francis Megahy : Jeff Littman
- 1997 : Déjà vu d'Henry Jaglom : Alex
- 2000 : Contamination de Anthony Hickox :
- 2006 : Are You Ready for Love? (en) de Helen Grace (en) : Randy
- 2008 : Me and Orson Welles de Richard Linklater : Les Tremayne
- 2011 : Captain America: First Avenger de Joe Johnston : le sénateur Brandt
- 2024 : Canary Black de Pierre Morel

#### Télévision
- 1971 : The Impatient Heart de John Badham (téléfilm), Frank Pescadero
- 1972 : Man in the Middle d'Herbert Kenwith (en) (téléfilm) : Kirk
- 1972 : Owen Marshall: Counselor at Law (en) (série télévisée, 1 épisode)
- 1972 : Strangers in 7A (en) de Paul Wendkos (téléfilm), Billy
- 1972 : Love, American Style (série télévisée, 1 épisode), Leonard
- 1973 : Love Story (série télévisée, 1 épisode), Gary Stone
- 1973 : The Third Girl from the Left (en) de Peter Medak (téléfilm), David
- 1969 - 1974 : Médecins d'aujourd'hui (Medical Center) (série télévisée, 2 épisodes), Dr Lensko / Andy
- 1974 : Hitchhike! de Gordon Hessler (téléfilm), Keith Miles
- 1974 : The Red Badge of Courage de Lee Philips (téléfilm), Pvt. Jim Conklin
- 1975 : Queen of the Stardust Ballroom (en) de Sam O'Steen (téléfilm), David Asher
- 1975 : Cage Without a Key (en) de Buzz Kulik (téléfilm), Ben Holian
- 1975 : Police Story (série télévisée, 1 épisode), Mike Ripley
- 1976 : James Dean de Robert Butler (téléfilm) : William Bast
- 1976 : Insight (série télévisée, 1 épisode)
- 1976 : Scott Free de William Wiard (téléfilm), Tony Scott
- 1977 : Alerte rouge (Red Alert) de William Hale (téléfilm), Carl Wyche
- 1977 : Lindsay Wagner: Another Side of Me (téléfilm),
- 1978 : The Comedy Company de Lee Philips (téléfilm), Paul Lester
- 1979 : A Vacation in Hell (en) de David Greene (téléfilm), Alan
- 1980 : A Perfect Match de Mel Damski (téléfilm), Steve Triandos
- 1982 : Between Two Brothers de Robert Michael Lewis (téléfilm), Bob Frazer
- 1983 : Venice Medical de Hy Averback (téléfilm), Dr Pete Marcus
- 1983 : St. Elsewhere (série télévisée, 1 épisode), Anthony Gifford
- 1984 : The Seduction of Gina de Jerrold Freedman (téléfilm), Keith Sindell
- 1983 - 1984 : Scandales à l'Amirauté (Emerald Point N.A.S.) (série télévisée, 22 épisodes), David Marquette
- 1985 : Deadly Messages de Jack Bender (téléfilm), Michael Krasnick
- 1987 : Visitors de Piers Haggard (téléfilm), Eddie
- 1985 - 1986 : Mission casse-cou (Dempsey & Makepeace) (série télévisée, 30 épisodes), Lt. James Dempsey
- 1988 : Rock 'n' Roll Mom de Michael Schultz (téléfilm), Jeff Robins
- 1988 : Bizarre, bizarre (Tales of the Unexpected) (série télévisée, 1 épisode), Stephen Bake
- 1988 : Divided We Stand de Michael Tuchner (téléfilm), Bryan Gibbs
- 1990 : Passez une bonne nuit de Jeannot Szwarc (téléfilm), Tom Lepski
- 1990 : Le Denier du colt de Claude Bernard-Aubert (téléfilm), Tom Lepski
- 1990 : The Care of Time de John Davies (téléfilm), Robert Halliday
- 1991 : Dynasty: The Reunion (en) de Irving J. Moore (téléfilm), Arlen Marshall
- 1992 : Home Fires (en) (série télévisée, 1 épisode), Ted Kramer
- 1993 : Le regard de la peur (Not in My Family) de Linda Otto (téléfilm), Ted Ricci
- 1994 : Arabesque (Murder, She Wrote) (série télévisée, (saison 10, épisode 8), Alex Weaver
- 1994 : CBS Schoolbreak Special (série télévisée, 1 épisode), M.. Hansen
- 1994 : Moment of Truth: Murder or Memory? de Christopher Leitch (titre québécois Mémoire truquée téléfilm),
- 1995 : The Marshal (en) (série télévisée, 1 épisode), Barry Sinclair
- 1996 : Les Dessous de Palm Beach (série télévisée, 1 épisode), Mace Daniels
- 1996 : Disparue dans la nuit (en) (Gone in the Night) de Bill L. Norton (téléfilm), David Protess
- 1997 : Les combattants de l'apocalypse (The Apocalypse Watch) de Kevin Connor (téléfilm), Ambassador James Courtland
- 1997 : Une nounou d'enfer (série télévisée, 1 épisode), Stan
- 1997 - 1999 : JAG (série télévisée, 2 épisodes), Col. Hegstetter / District Attorney Nardoni
- 1998 : Ally McBeal (série télévisée, 1 épisode), D. A. Adam Dawson
- 1999 : Brigade volante (The Knock) (série télévisée, 3 épisodes), Greg Taylor
- 1999 : The Practice (série télévisée, 2 épisodes), A.D.A. Adam Dawson
- 1999 : Les Nouveaux Professionnels (série télévisée, 1 épisode), Dr Woods
- 1999 : Jonathan Creek (série télévisée, 1 épisode), Captain Frank Candy
- 2001 : Division d'élite (série télévisée, 1 épisode), Judge Stone
- 2001 : Le monde des ténèbres de Eric Summer (série télévisée, 1 épisode), Bristol
- 2001 : Le Bataillon perdu (The Lost Battalion) de Russell Mulcahy (téléfilm), Gen. Robert Alexander
- 2002 - 2003 : Dinotopia (série télévisée, 7 épisodes), Frank Scott
- 2004 : Hawking de Philip Martin (téléfilm), Arno Penzias
- 2004 : The Catherine Tate Show (en) (série télévisée, 1 épisode), différents personnages
- 2005 : Dead Man Weds (en) (série télévisée, 6 épisodes), Chuck Newman
- 2005 : Roman Vice de Peter Swain (téléfilm), Narrator
- 2006 : Miss Marple : Le Mystère de Sittaford de Paul Unwin (en) (téléfilm), Martin Zimmerman
- 2007 : Scotland Yard, crimes sur la Tamise (Trial & Retribution XI: Closure) d'Edward Hall (téléfilm), Max Stanford
- 2007 : The Bill (série télévisée, 4 épisodes), Louis Dreyfuss
- 2007 : Casualty (série télévisée, 1 épisode), Mike Barnicott
- 2008 : Doctor Who (série télévisée, 1 épisode), General Sanchez
- 2008 : Bones (série télévisée, 1 épisode), Roger Frampton
- 2008 : After You've Gone (en) (série télévisée, 1 épisode), Bill Tucker
- 2013 : Meurtres au paradis (Death in Paradise) : S02E04 : Joël Maurice
- 2017 : Loaded (série télévisée)

### Réalisateur
- 1986 : Mission casse-cou (Série télévisée, 1 épisode)
- 1989 : Monsters (série télévisée, 1 épisode)

## Doublage
- 1973 : Flipper City (Heavy Traffic) de Ralph Bakshi
- 2004 - 2007 : Thomas et ses amis (dessin animé), narrateur